# Lotus Tower
Lotus Tower  (in Sinhala නෙළුම් කුළුණ; in Tamil: தாமரைக் கோபுரம்), nota anche come Colombo Lotus Tower, è una torre situata a Colombo, nello Sri Lanka.

## Descrizione
Alta 350 m, dal 16 settembre 2019 è la struttura autoportante più alta dell'Asia meridionale, la seconda più alta dell'Asia meridionale, l'undicesima più alta in Asia e la 19° più alta del mondo. La torre, che ha la forma di un loto, è costata 104,3 milioni di dollari, sborsati dalla EXIM Bank of the Peoples della Repubblica popolare cinese.
La torre fu aperta al pubblico il 16 settembre 2019 dal presidente Maithripala Sirisena.